# Brunn am Steinfelde
Die Herrschaft Brunn am Steinfelde war eine Grundherrschaft im Viertel unter dem Wienerwald im Erzherzogtum Österreich unter der Enns, dem heutigen Niederösterreich.

## Ausdehnung
Die Herrschaft umfasste zuletzt die Ortsobrigkeit über Brunn und Zweyersdorf. Der Sitz der Verwaltung befand sich im Schloss Brunn.

## Geschichte
Letzte Inhaberin der Allodialherrschaft war Frau Anna Edle von Brunnendal, geborene Edle von Habermann, bevor die Herrschaft nach den Reformen 1848/1849 aufgelöst wurde.